# Сірко Іван (парох)
о. Іван Сірко (1831 — 14 грудня 1893, Гаї Старобрідські, Бродський повіт, Королівство Галичини та Володимирії, Австро-Угорщина) — руський (український) греко-католицький священник (москвофіл), громадський діяч. Бродівський декан.

## Життєпис
Висвячений на священника у 1856 році. Адміністратор (1857—1862) і капелан (1862—1868) парафії в селі Бужок Олеського деканату. Від 1868 року — парох в селі Гаї Старобрідські Бродівського деканату (нині село Гаї Золочівського району). У 1879—1893 роках виконував обов'язки віце-декана Бродівського деканату, а в 1893 році став його адміністратором.
Посол до Галицького сейму 6-го скликання від округу Броди (IV курія, входив до «Руського клубу», вийшов 1892 року; замість нього 1894 року в окрузі було обрано Олександра Барвінського).
10 лютого 1888 року на 12 годину скликав зустріч із виборцями в залі Бродівської ради повітової. У червні 1889 року Головний руський виборчий комітет затвердив кандидатури на виборчі повіти від селянської курії, поміж яких була й кандидатура пароха села Гаї-Старобрідські о. Івана Сірка на виборчий округ міста Броди.